# 三光長治
三光 長治（さんこう ながはる、1928年9月24日 - 2025年1月30日）は、日本の音楽学者、ドイツ文学者、埼玉大学名誉教授。

## 来歴
広島県生まれ。1952年、京都大学独文科卒業。愛知大学講師、神戸大学助教授、埼玉大学教授、1994年定年退官、名誉教授、神戸松蔭女子学院大学教授。2008年秋、瑞宝中綬章受勲。テオドール・アドルノ、リヒャルト・ワーグナーの研究、翻訳等に従事。
2025年1月30日、誤嚥性肺炎のため兵庫県神戸市の病院で死去。96歳没。

## 著書
- 『エルザの夢 新しいワーグナー像を求めて』法政大学出版局, 1987
- 『アドルノのテルミノロギー』法政大学出版局, 1987
- 『ワーグナー　カラー版作曲家の生涯』新潮文庫, 1990
- 『知られざるワーグナー』法政大学出版局, 1997
- 『晩年の思想 アドルノ、ワーグナー、鏡花など』法政大学出版局, 2004
- 『〈新編〉ワーグナー』 平凡社ライブラリー, 2013 -「ワーグナー」を大幅に増補改訂

## 共著
- ドイツの世紀末 第3巻「ミュンヘン 耀ける日々」 国書刊行会, 1987
- 思索する耳 ワーグナーとドイツ近代 同学社, 1994

## 翻訳
- 楽興の時 アドルノ 川村二郎共訳 白水社, 1969
- ゾチオロギカ 社会学の弁証法 アドルノ 市村仁共訳 イザラ書房, 1970
- 不協和音 管理社会における音楽 アドルノ 高辻知義共訳 音楽之友社, 1971 / 平凡社ライブラリー, 1998
- ワーグナー クルト・フォン・ヴェステルンハーゲン 高辻知義共訳 白水社, 1973
- 文学ノート アドルノ イザラ書房, 1978
- ミニマ・モラリア 傷ついた生活裡の省察 アドルノ 法政大学出版局, 1979
- ニーチェ全集 第1期 第2巻 教育者としてのショーペンハウアー 白水社, 1979
- トリスタンとイゾルデ ワーグナー 白水社, 1990
- コジマの日記　リヒャルト・ワーグナーの妻 1・2・3、池上純一・池上弘子共訳 東海大学出版会, 2007-[3]

## 参考
- 「三光長治名誉教授略歴・業績一覧」埼玉大学紀要 外国語学文学篇 1994